# Kazimierz Dziok
Kazimierz Dziok (ur. 14 sierpnia 1941 w Cieszynie, zm. 27 września 2018 w Bydgoszczy) – generał dywizji pilot Wojska Polskiego.

## Życiorys
Od 13 września 1960 do 30 marca 1963 był podchorążym Oficerskiej Szkoły Lotniczej nr 5 w Radomiu. Równolegle trenował piłkę siatkową, w sezonie 1961/62 z drużyną Czarnych Radom zajął 2. miejsce w grupie 2. klasy A i zakwalifikował się do turnieju finałowego (jego zespół został jednak wycofany z rozgrywek ligowych ze względu na odbywające się w tym samym czasie mistrzostwa Wojska Polskiego).
Następnie rozpoczął służbę jako pilot w 5 Pomorskim pułku lotnictwa myśliwsko-szturmowego w Bydgoszczy, który 3 maja 1967 został przemianowany na 3 Pomorski pułk lotnictwa myśliwsko-bombowego. Zajmował kolejno stanowiska: starszego pilota (od 4 maja 1967), dowódcy klucza (od 13 grudnia 1969), dowódcy eskadry (od 14 sierpnia 1973) i zastępcy dowódcy pułku do spraw liniowych (od 20 października 1977), 24 sierpnia 1978 został dowódcą pułku. Awansował kolejno na porucznika (1966), kapitana (1970), majora (1975), podpułkownika (1979) i pułkownika (1982). Od 1 października 1973 do 15 lipca 1976 był słuchaczem Akademii Sztabu Generalnego imienia generała broni Karola Świerczewskiego w Rembertowie.
20 stycznia 1983 został zastępcą dowódcy do spraw liniowych 3 Brandenburskiej Dywizji Lotnictwa Myśliwsko-Bombowego w Świdwinie. Od 1 października 1984 do 15 lipca 1985 był słuchaczem Podyplomowych Studiów Operacyjno-Strategicznych w Akademii Sztabu Generalnego w Rembertowie. 12 kwietnia 1985, został mianowany dowódcą 3 Brandenburskiej Dywizji Lotnictwa Myśliwsko-Bombowego.
25 marca 1991 został wyznaczony na stanowisko dowódcy 3 Korpusu Obrony Powietrznej we Wrocławiu, a 3 maja tego roku awansowany na generała brygady.
25 września 1995 Prezydent RP Lech Wałęsa mianował go dowódcą Wojsk Lotniczych i Obrony Powietrznej, a 11 listopada tego roku awansował na generała dywizji. 30 sierpnia 1999 został zwolniony z zajmowanego stanowiska i przeniesiony do dyspozycji Ministra Obrony Narodowej. W sierpniu 2001 został przeniesiony w stan spoczynku.
Jako zwolennik zakupu i wyposażenia Polskich Sił Powietrznych w samoloty JAS 39 Gripen (a wcześniej F/A-18 Hornet) nie został zaproszony na publiczne ogłoszenie wyniku przetargu na nowy samolot wielozadaniowy (zwyciężył F-16 Falcon), które miało miejsce 27 grudnia 2002 roku.
Był pilotem wojskowym klasy mistrzowskiej. Legitymował się nalotem ponad 2000 godzin, w tym 1900 na samolotach odrzutowych. Lot pożegnalny wykonał 30 marca 2001 roku na samolocie Su-22.
16 maja 1996 Rada Miasta Świdwina nadała mu tytuł „Honorowego Obywatela Świdwina”.

## Ordery i odznaczenia
- Krzyż Komandorski Orderu Odrodzenia Polski – 31 sierpnia 1999[5]
- Krzyż Oficerski Orderu Odrodzenia Polski – 1992
- Krzyż Kawalerski Orderu Odrodzenia Polski – 1985
- Złoty Krzyż Zasługi – 1978